# لجنة الأمن القومي (أستراليا)
لجنة الأمن القومي (بالإنجليزية: National Security Committee) (NSC)، المعروفة أيضًا باسم لجنة الأمن القومي لمجلس الوزراء، هي أعلى هيئة لصنع القرار فيما يتعلق بالأمن القومي وقضايا السياسة الخارجية الرئيسية في الحكومة الأسترالية. تعد لجنة تابعة لمجلس الوزراء الأسترالي على الرغم من أن قرارات مجلس الأمن القومي لا تتطلب موافقة مجلس الوزراء نفسه.